# Mega Musik

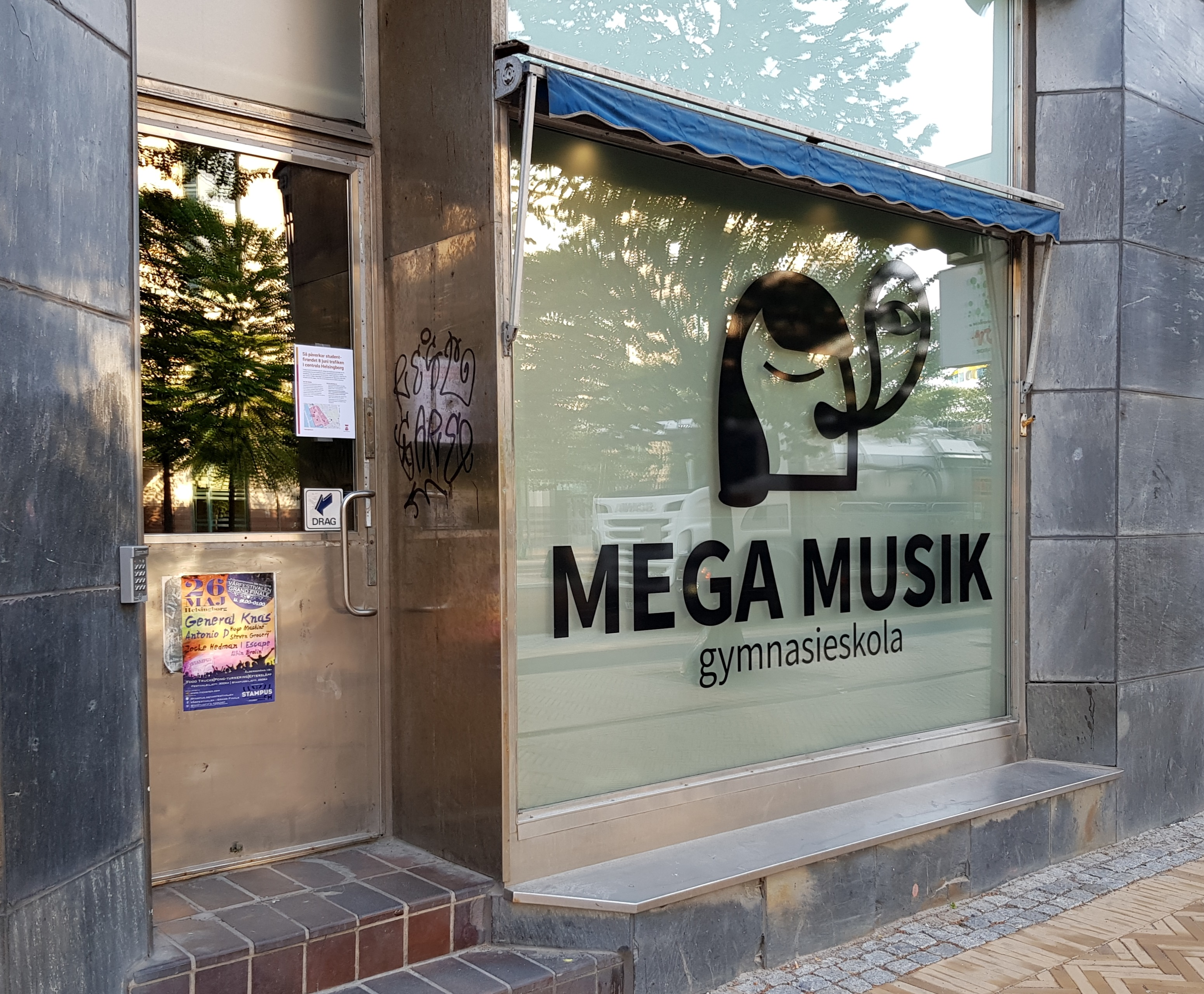
Mega Musik gymnasieskola i Helsingborg.

Mega Musik gymnasieskola är en fristående estetisk gymnasieskola i centrala Helsingborg. Gymnasieskolan startade år 2000 och har cirka 140 elever med ett intag av ungefär 45 elever per läsår. Skolan har sedan starten uteslutande inriktat sig på musikutbildning i form av det Estetiska programmet inriktning musik med fokus på pop och rock. I utbildningen ingår förutom de gymnasiegemensamma ämnena bland annat instrument/sång-undervisning, ensemblespel, musikteori och musikproduktion. I sina lokaler har Mega Musik plats för bland annat sex repetitionslokaler, inspelningsstudios, ett flertal musikproduktionsstationer samt film- och redigeringsstudio.  
Skolan har under alla år placerat sig i toppskiktet bland Helsingborgs gymnasieskolor både i Helsingborgs Stads attitydundersökning och i Skolinspektionens skolenkät . Skolan delar lokaler med den vegetariska restaurangen Vegeriet, där eleverna även äter sin skollunch.